# Kerju
Kerju est une île d'Estonie dans le golfe de Riga en mer Baltique.

## Géographie
Elle se situe à 4 km au Sud-est d'Abruka.